# Jean-François Millet

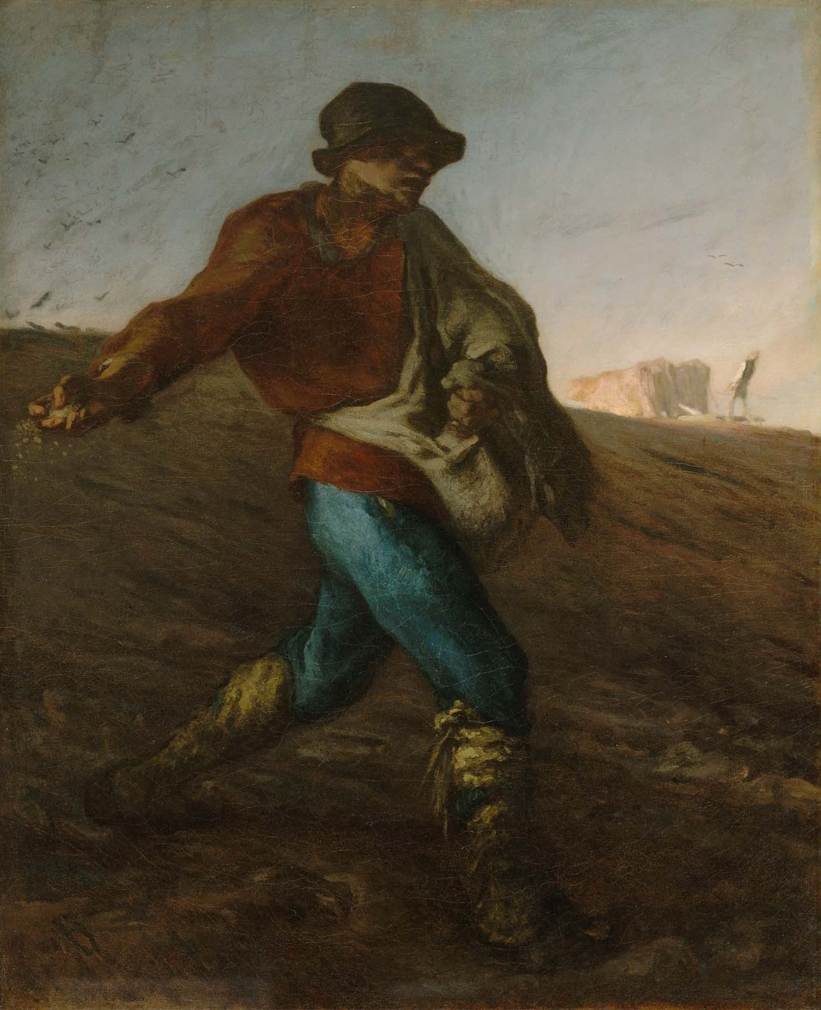
Magvető (1850)

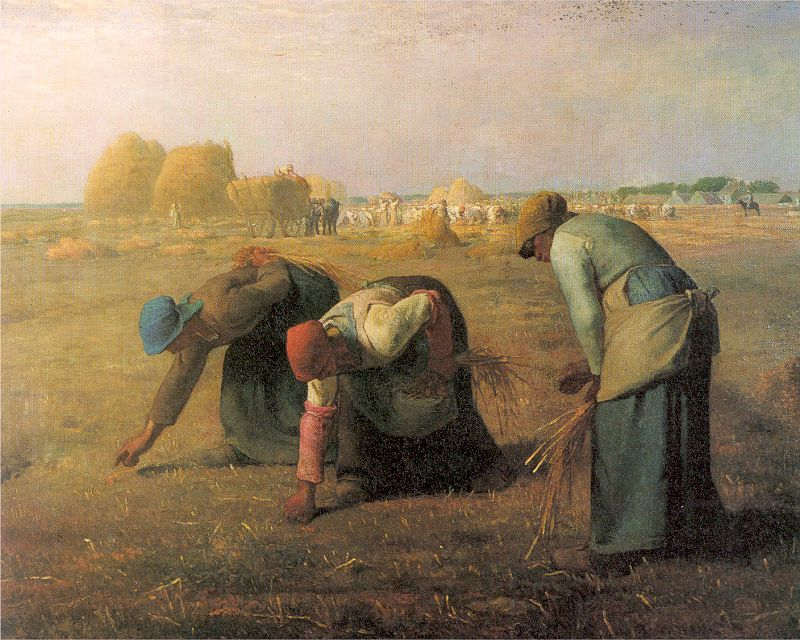
Kalászszedők (1857)

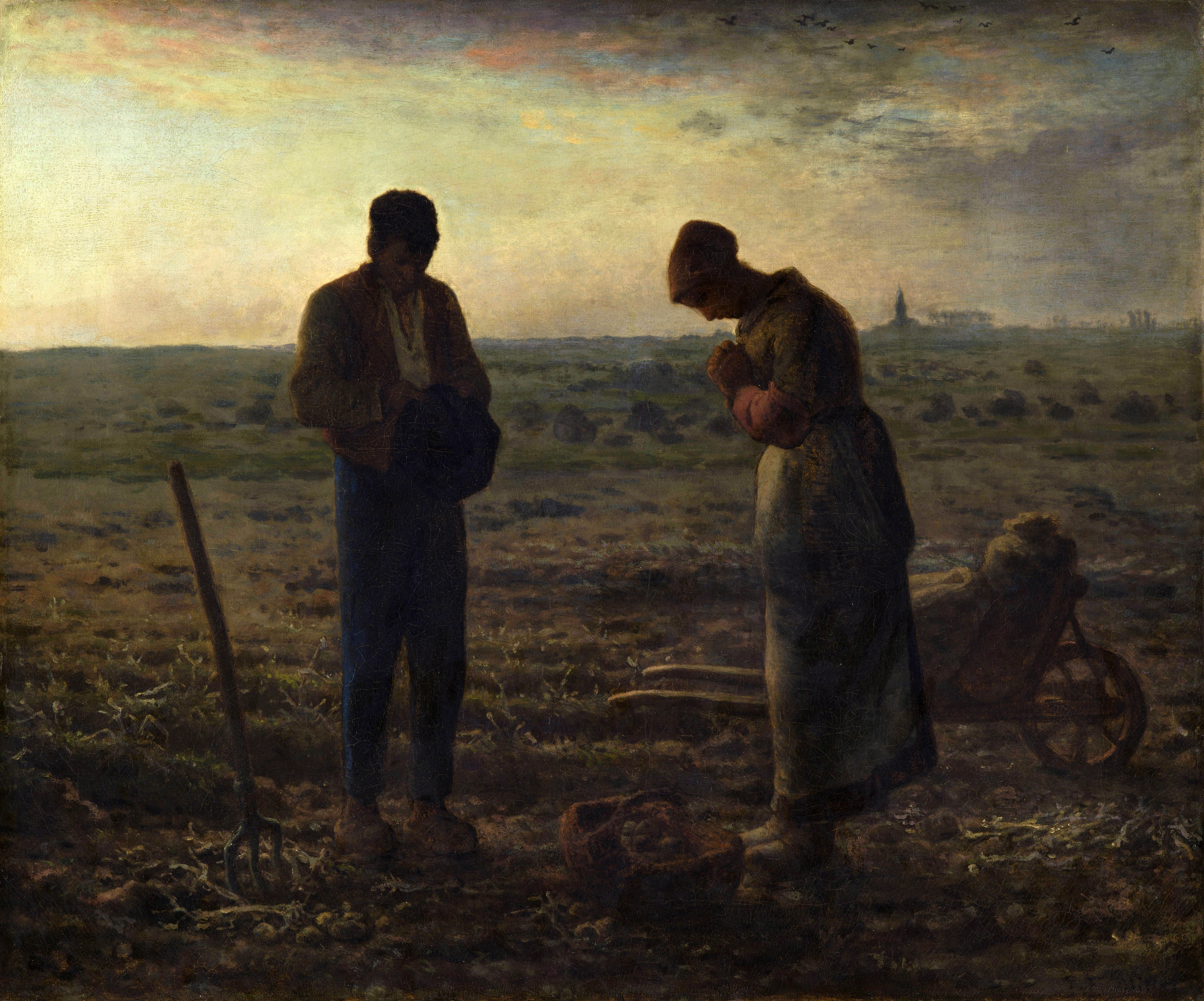
Angelus (1859)

Jean-François Millet (Gruchy, Gréville-Hague, 1814. október 4. – Barbizon, 1875. január 20.) francia festőművész, a 19. századi realizmus nagy mestere. A barbizoni iskola csoportjában ő az emberfestő, aki a 19. századi hagyományos francia paraszti élet mindennapjainak megörökítője. Elkapta még a nagy változások előtti pillanatokat, nagyra becsülték ezért művész utódai, köztük Vincent van Gogh, majd Salvador Dalí lelkesedtek érte. Saját tájképfestészetével is új szemléletet adott, mindig úgy fessen a művész, hogy lássa azokat az embereket, akik a tájhoz tartoznak, vagy nézik azt a tájat. Millet számára a szépen megművelt föld éppen olyan megnyugtató és derűs látvány volt, mint a vadon nőtt erdő, mező, virág vagy a tenger.

## Életpályája
Normandiai parasztcsaládból származott. Tehetsége lassan bontakozott ki, hosszas útkeresés jellemezte. Cherbourgban egy Lucine-Théophile Langlois nevű Antoine-Jean Gros-tanítványnál tanult 1837-ben. Később egy rövid ideig Paul Delaroche-nál tanult Párizsban. Sokáig műkereskedőknek festett képeket Jean-Antoine Watteau és François Boucher stílusában, holott a Louvre-ban Nicolas Poussin alkotásaiért lelkesedett. A párizsi Salonban 1840-ben állított ki egy portrét, s még később is kísérletezett. 1849-től a barbizoni festői csoportosuláshoz csatlakozott. Különösen Daumier volt rá hatással, s jó barátja volt a barbizoni iskola vezető mestere Théodore Rousseau. Rousseau és Millet egymás melletti házban laktak, Rousseau jobb anyagi helyzetben volt, s olykor kisegítette festőbarátját. Millet, a földműves fia Barbizonban is mint paraszt élt, kék blúzban, szalmakalappal, facipőben járt. Millet Barbizonban megtalálta saját hangját, s termékeny alkotónak bizonyult, de a siker csak közvetlenül halála után érte el. Angelus c. festményét ő még csak 2500 frankért tudta eladni, de egy 1889-es árverésen már 800 000 frankot adott érte egy gyűjtő, Chauchard, aki azt gyűjteményével együtt a Louvre-nak hagyományozta.

### Munkássága
Az 1848-as forradalmak Millet figyelmét a dolgozó, küszködő parasztokra összpontosítja, akiknek nehéz, egyhangú életét örökíti meg képei hosszú sorában. Három legismertebb képe a Kalászszedők, a Magvető és az Angelus című. Mindhárom kép szereplői elnehezült, munkába tört, szomorú, lehajtott fejű, alázatos emberek. Ugyanekkor a magvető és a kalászszedő asszonyok természetes, megszokott munkamozdulatai, s az Angelus két alakjának együttes imádsága az étkezés megkezdése előtt az emberi méltóságot is sugározzák. Millet alakjainak plasztikus ábrázolásával, néha szoborszerű megjelenítésével és a fényhatásokkal tudta szereplőit felmagasztosítani. Angelus mindkét alakját elölről világítja meg a fény. 1935-ben Millet Angelus című képét Salvador Dalí szürrealista módon dolgozta fel.
Millet számára a tájban mindig az ember a legfontosabb, festményeinek tárgya leggyakrabban a paraszti munka. A dolgok vidám oldalát nem látja, csak a csönd és a némaság, a kevés szavúság ragadja meg. Azt mondja, hogy a legvidámabb, amit ismer az a csönd és a némaság, amelyet annyira élvez az ember az erdőben és a megművelt földeken. Igen, tehát az emberek által teremtett civilizált környezet szépségére is felhívja a figyelmet, s bizony mindez sok fáradságos munka eredménye, keményen meg kell érte küzdeni, innen van talán Millet szereplőinek pesszimizmusa. Kortársa, Charles Baudelaire élesen kritizálta Millet pesszimizmusát, többek közt ezt mondta Millet szereplőiről: „Parasztfiguráinál úgy fitogtatja sötét és elvadult pesszimizmusát, hogy az ember már dühbe gurul. Mintha azt mondanák: mi vagyunk a világ számkivetettjei, mi vagyunk az egyedüliek, akik munkánk révén hasznot hajtunk.”
Millet a relatíve autentikus kritikák hatására sem hátrál meg, tudatosan nem megy vissza szalonfestőnek, kitart saját útkeresése mellett éppen úgy, mint művésztársai ott barbizoni csoportban. Csak a saját maga által érzékelt világot ábrázolja, a természet és az ember mindig összekapcsolódik festészetében, ezt mondja erről festőtársainak:
„Amikor valamit le akartok festeni, legyen az akár ház, akár erdő, mező, az ég vagy a tenger, akkor gondoljatok arra, aki benne lakik, vagy aki nézi. Megszólal majd bennetek egy hang, amely a családjáról, az elfoglaltságairól, a munkájáról fog beszélni, és elvezet benneteket az emberiséghez. Tájképet festve az emberre fogtok gondolni, az embert festve pedig az őt körülvevő tájra.”
A barbizoni tájképfestők közt Millet volt az emberfestő, de ő is festett természetesen tájképeket is az ő sajátosan realista szellemében. Millet és a többi barbizoni nagy hatással volt a kortársakra, a modern festészeti irányzatok kibontakozására, az ő példájukon felbuzdulva utazott Franciaországba festeni a magyar Paál László. Munkácsy Mihály is szívesen festett Barbizonban, bár nem tartozott a barbizoniak közé.
Millet a francia paraszti társadalom egyedi megörökítésének nagy mestere, nagyra becsülték mind a francia, mind az egész művelt világ tudós- és művész egyéniségei, a posztimpresszionista párizsi festő, Vincent van Gogh lelkesedett érte. Millet festészete segített neki megérteni a francia vidéket, amelyet mindketten annyira szerettek, s olyan szorgalmasan megörökítettek az utókor számára, hiszen a hagyományos paraszti társadalmat látták ők még, miközben a városok iparosodtak és duzzadtak, s előtérbe került a polgári életforma. Közvetlenül a mezőgazdasági munkafolyamatokat igazából majd csak a 20. században alakítja át a gépesítés, de akkor sem egy csapásra, csak lassan, fokozatosan, a XX. század utolsó évtizedeire lett teljesen általános a parasztgazdaságok gépesítése, s fogyatkozott meg számottevő mértékben a földeken dolgozók száma.
Kevésbé ismert Millet portréfestészete. Modelljei saját családjának tagjaiból kerültek ki, ők Cherburg kispolgárai. Őszinteségük, egyszerűségük egyedülálló a korszak portréi közt. Közismert, hogy csak a gazdagabb emberek tudták elkészíttetni portréikat híres festőkkel, s bizony a festők (anyagi okok miatt is) bőségesen vállaltak portréfestést.

### Stílusa
Koloritja visszafogott, alakjai szoborszerűen plasztikusok, ezáltal válnak parasztjai szinte mitikus alakokká, akik ugyanakkor nem kiemelkednek egymás közül és a természetből, hanem egybeolvadnak a természettel.

### Ismertebb műveiből

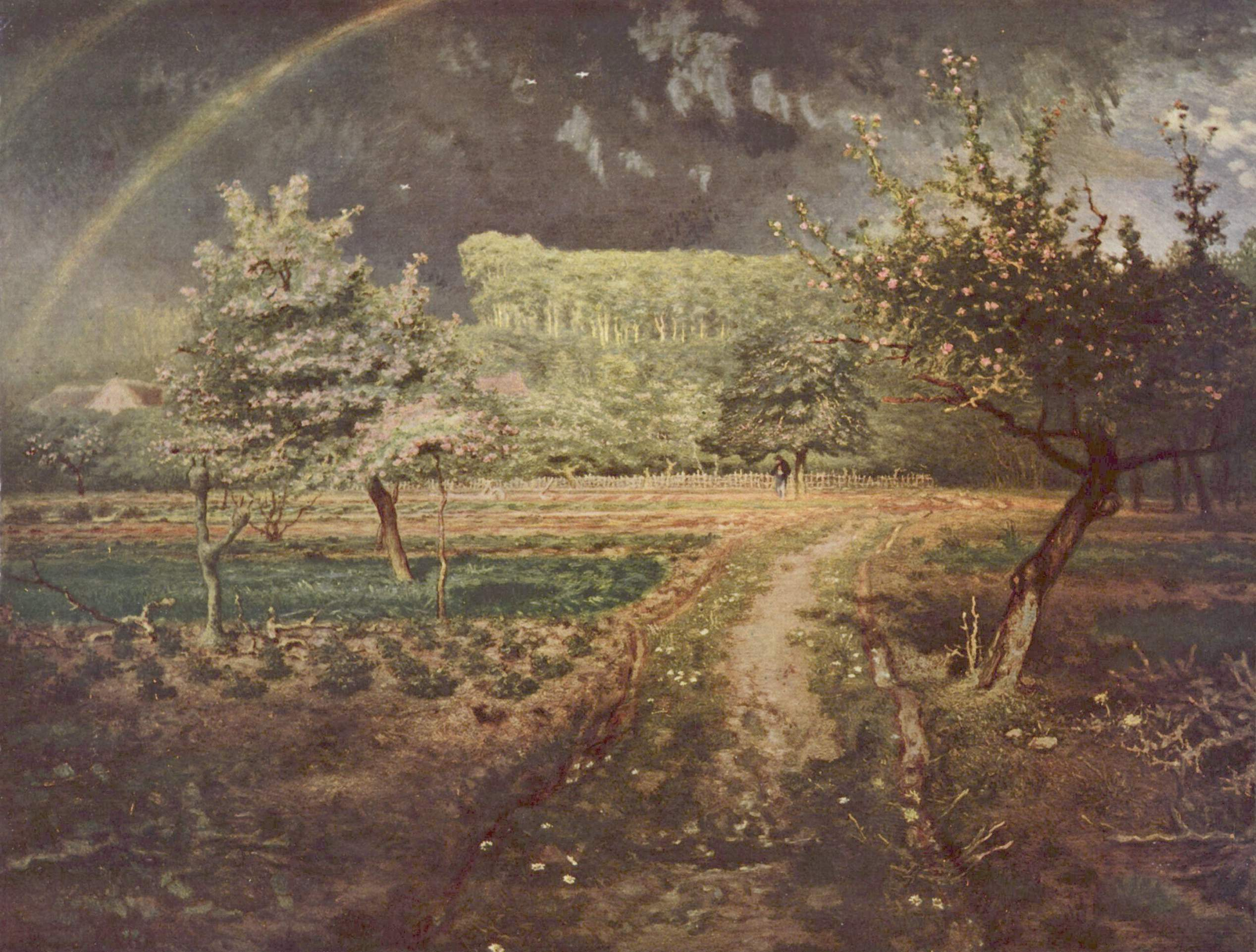
Tavasz, 1868-1873

- Armand Ono portréja, férfi pipával (Portrait d'Armand Ono, l’homme à la pipe, 1843) Musée Thomas Henry, Cherbourg-Octeville
- Pauline Ono, a művész felesége (Portrait de Pauline Ono, femme de l’artiste, 1843) Musée Thomas Henry, Cherbourg-Octeville
- Fekvő akt (Femme nue couchée, 1845) Musée d’Orsay, Párizs
- A Castel Vendon szikla (Le rocher du Castel Vendon, 1848) Musée Thomas Henry, Cherbourg-Octeville
- Kubikusok (Les deux bêcheurs) Museum of Fine Arts, Boston
- Pelyvarázó (Un vanneur, 1848) Musée d’Orsay, Párizs
- Magvető (Le semeur, 1850-51) Museum of Fine Arts, Boston
- Indulás a munkába (Le départ pour le travail, 1851) magángyűjtemény
- Parasztasszony a kemencénél (Paysanne enfournant son pain, 1855) Museum Kröller-Müller, Otterlo
- Kalászszedők (Les glaneuses, 1857) Musée d’Orsay, Párizs
- Anyai gondoskodás (La précaution maternelle, c. 1857) Szépművészeti Múzeum, Grafikai Gyűjtemény, Budapest
- Anyai gondoskodás (La précaution maternelle, 1857) Musée d’Orsay, Párizs
- Angelus (L’Angélus, 1857-59) Musée d’Orsay, Párizs
- Krumpliültetők (Les planteurs de pommes de terre, 1861-62) Museum of Fine Arts, Boston
- Pásztorlány nyájjal (Bergère avec son troupeau, 1863) Musée d’Orsay, Párizs
- Delelés (La Méridienne, 1866) Museum of Fine Arts, Boston
- Tavasz (Le Printemps, 1868-1873) Musée d’Orsay, Párizs
- A sziklafal Gréville-nél (Les falaises de Gréville, 1871-72) Albright-Knox Art Gallery, Buffalo
- A gréville-i templom, Normandia (L’église de Gréville, 1871-74) Musée d’Orsay, Párizs
- Margarétacsokor (Le bouquet de marguerites, 1871-74) Musée du Louvre, Párizs

### Galéria

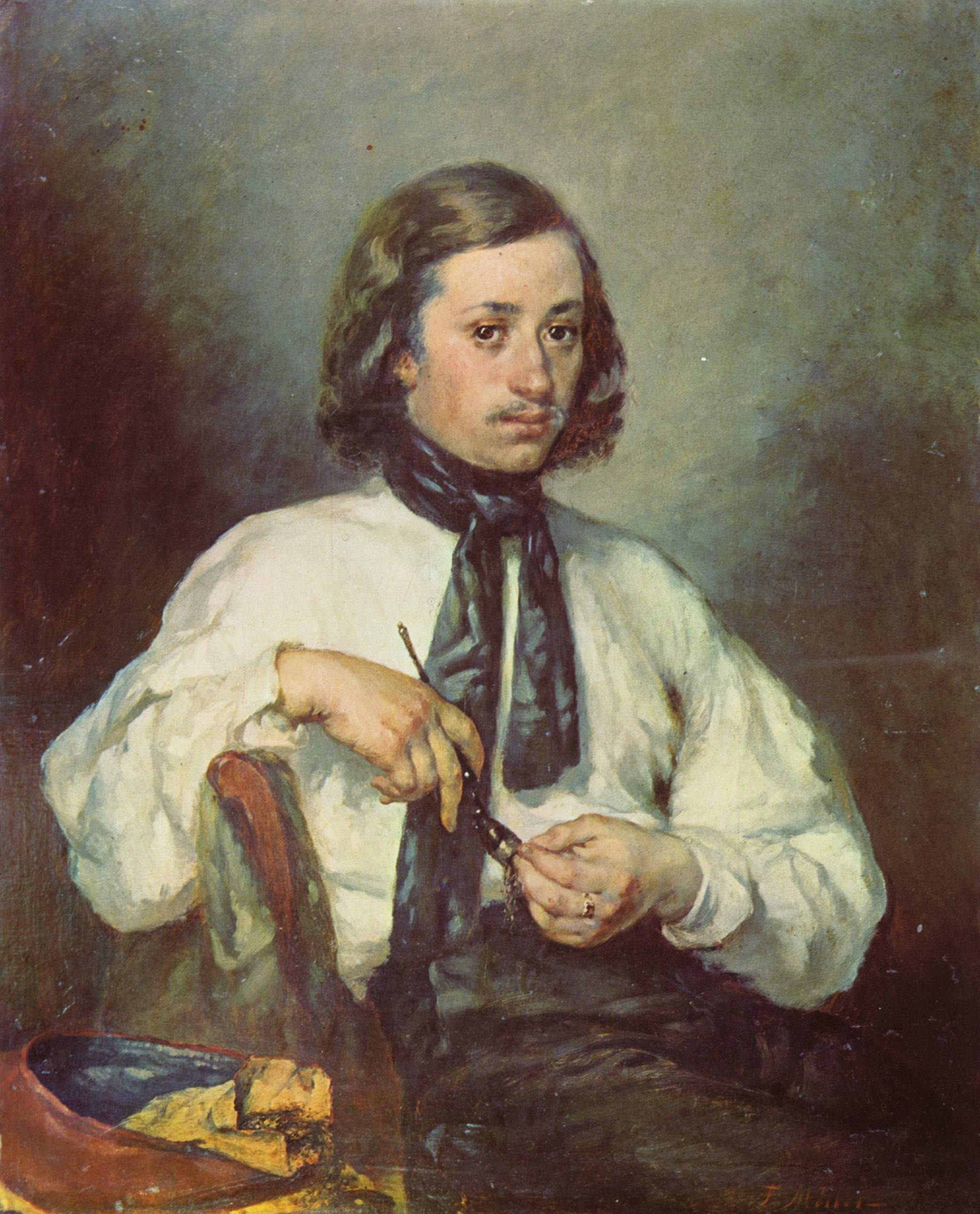
Férfi pipával, Armand Ono portréja, 1843
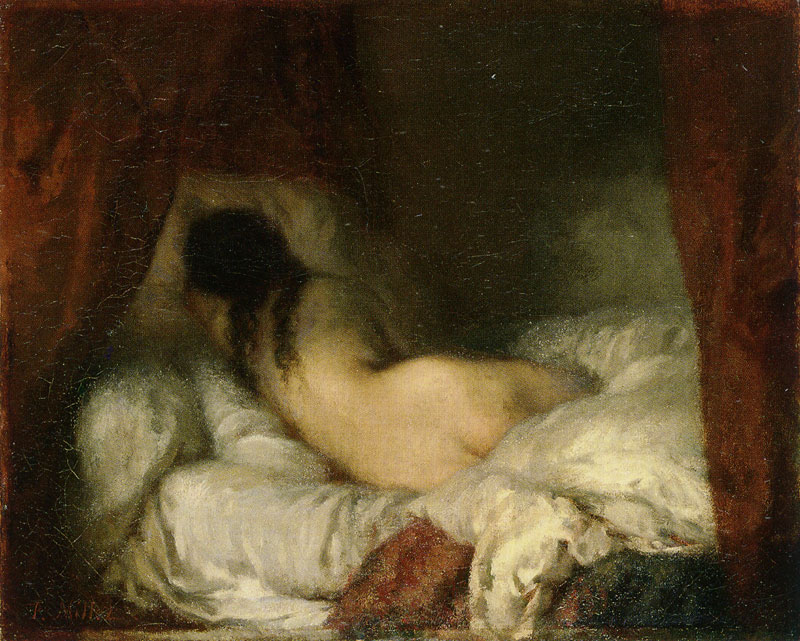
Fekvő akt, 1845
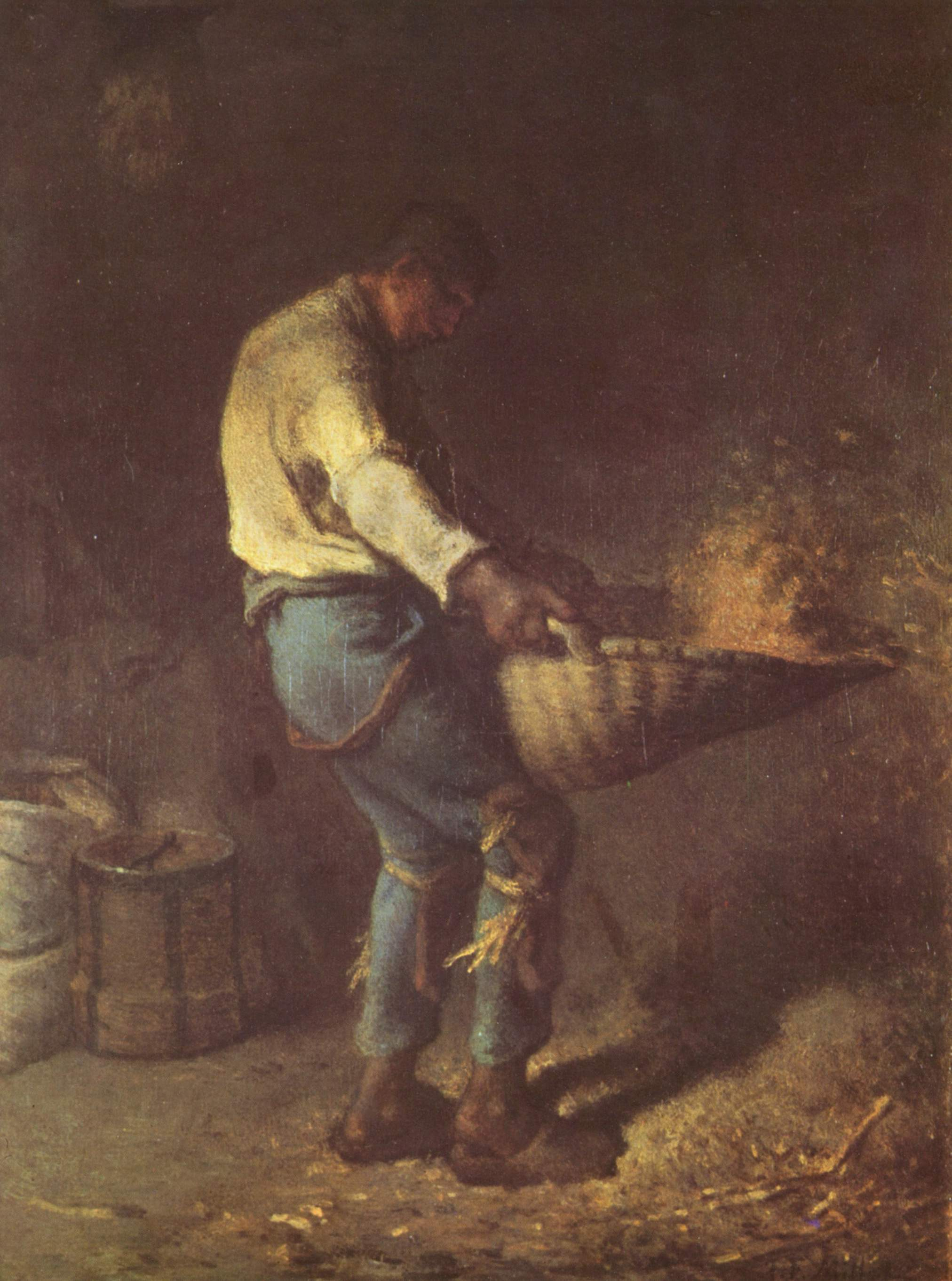
Pelyvarázó, 1848
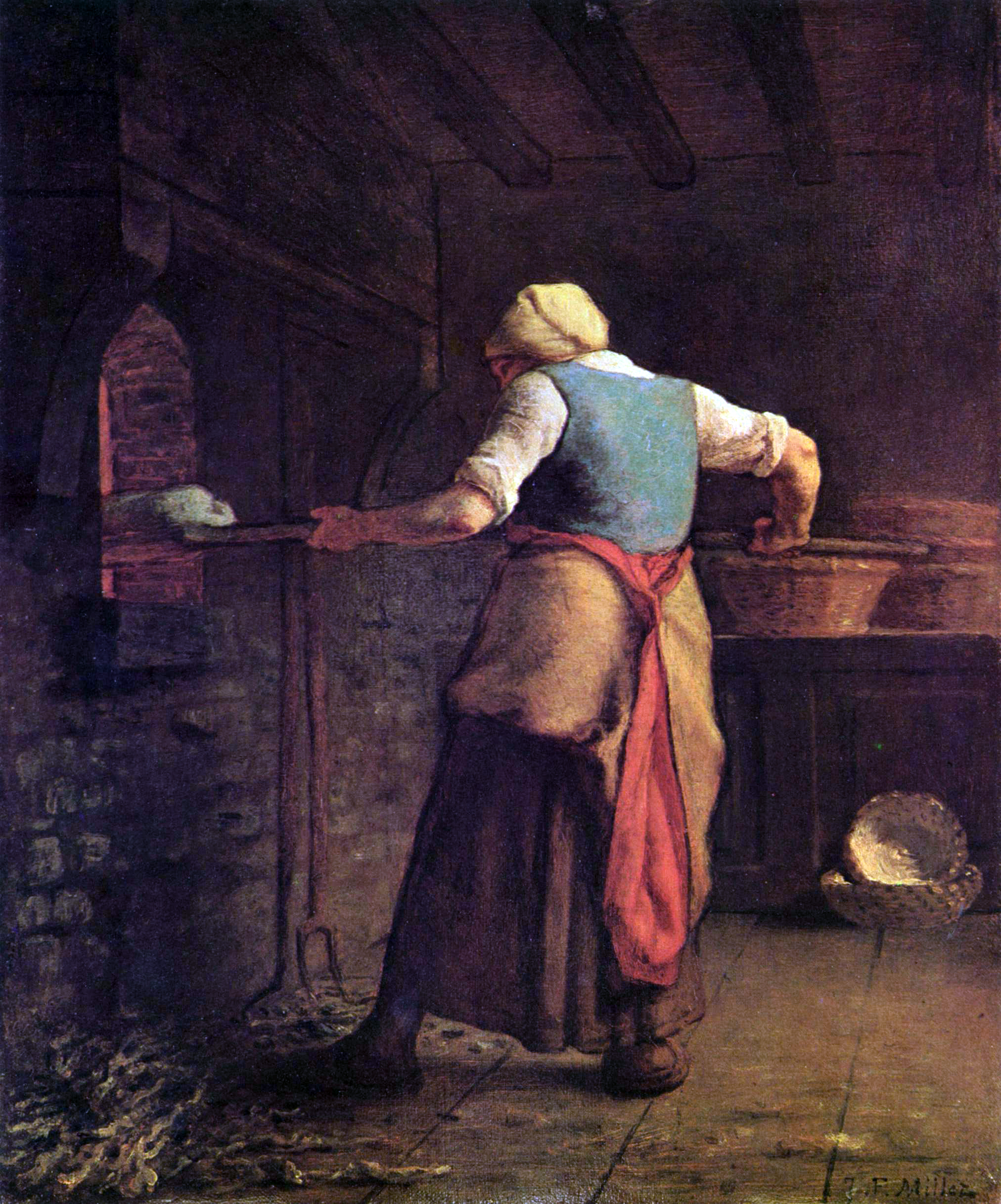
Parasztasszony a kemencénél, 1854
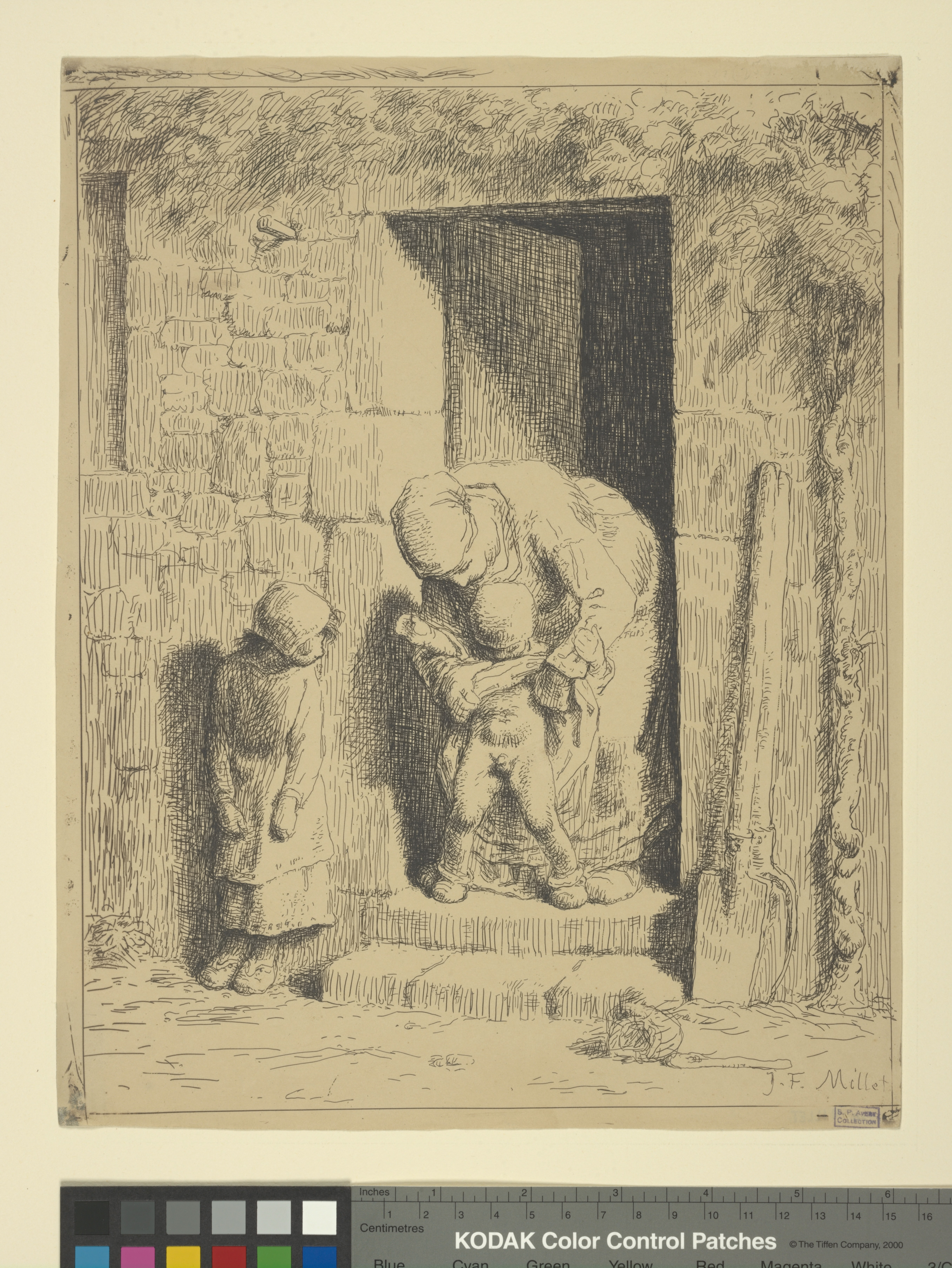
Anyai gondoskodás, c. 1857
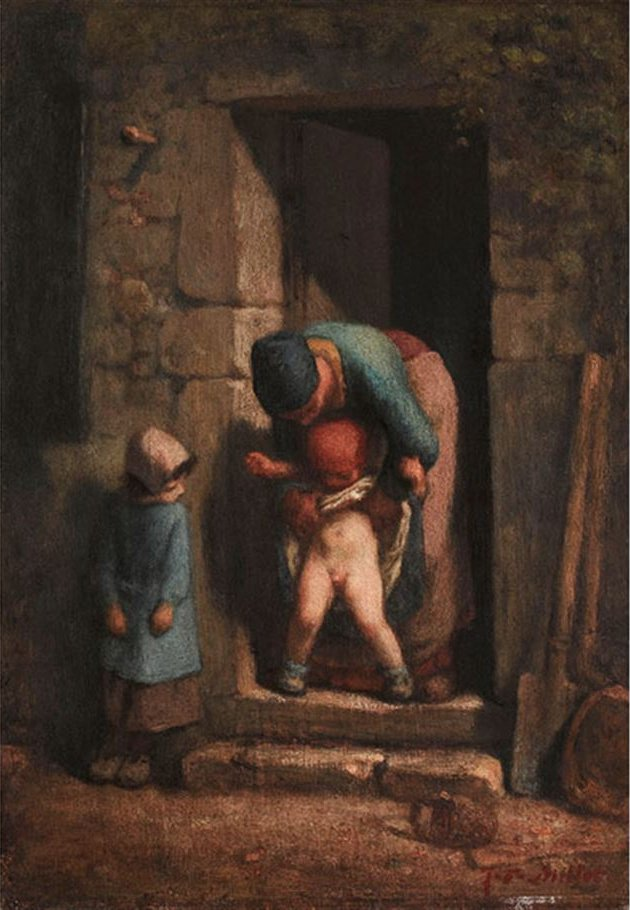
Anyai gondoskodás, 1857
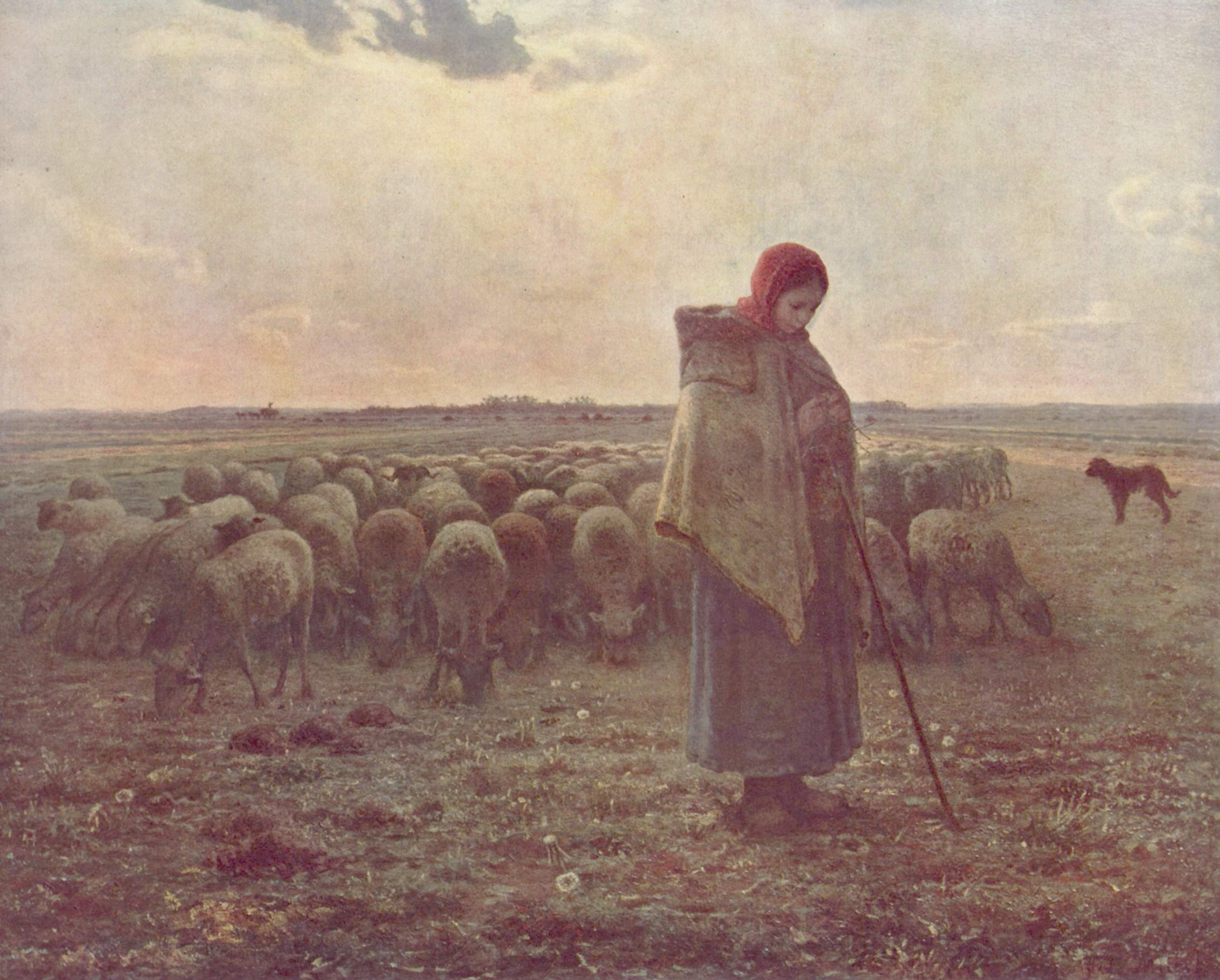
Pásztorlány nyájjal, 1863
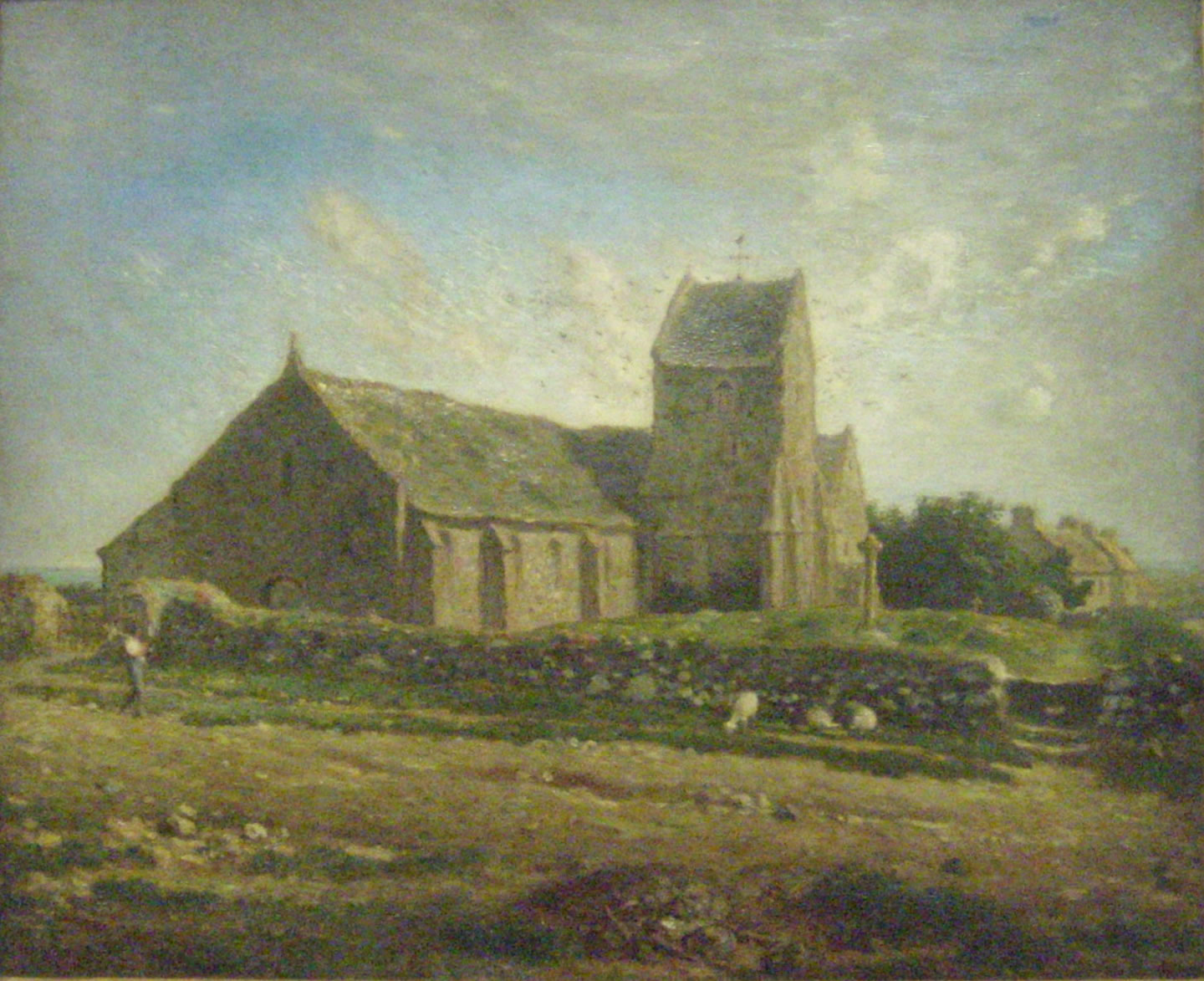
A gréville-i templom, Normandia, 1871-74
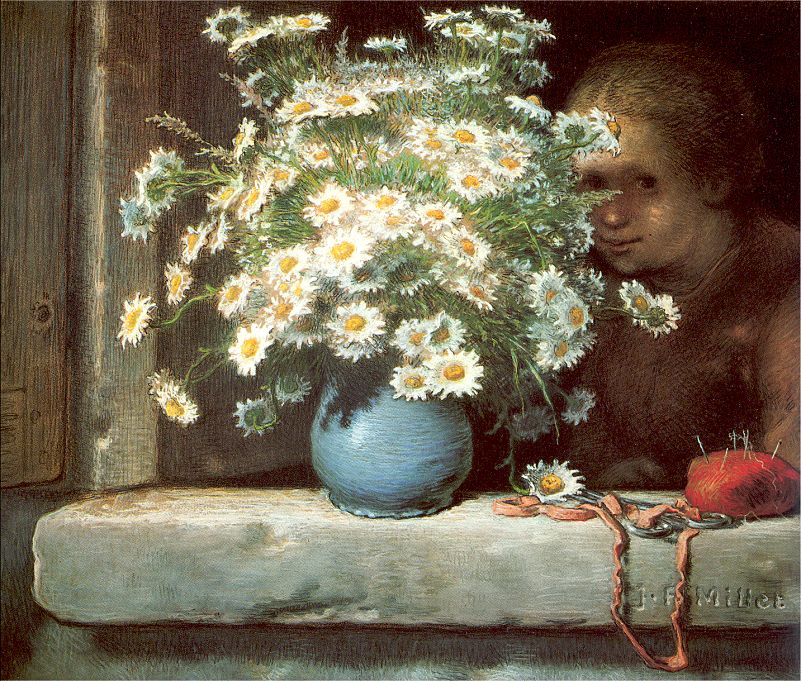
Margarétacsokor, 1871-74

### Epilógus
Utaltunk már arra, hogy Salvador Dalí szürrealista stílusban megfestette Millet Angelusát, munkáinak utóélete és nagy sikere már halála után közvetlenül megkezdődött, nagy hatással volt Millet mind a francia, mind a német naturalistákra, s majd az impresszionistákra is. Millet 1866-ban festett Delelés (=La méridienne ;=Noonday Rest) c. művét Millet nyomán megrajzolta már 1875-ben John Singer Sargen, majd megfestette 1890-ben impresszionista/és vagy expresszionista stílusban Vincent van Gogh.

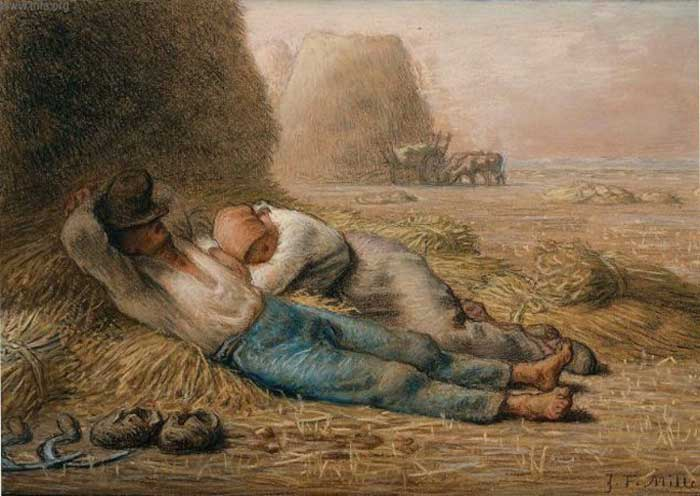
Millet: Delelés, 1866
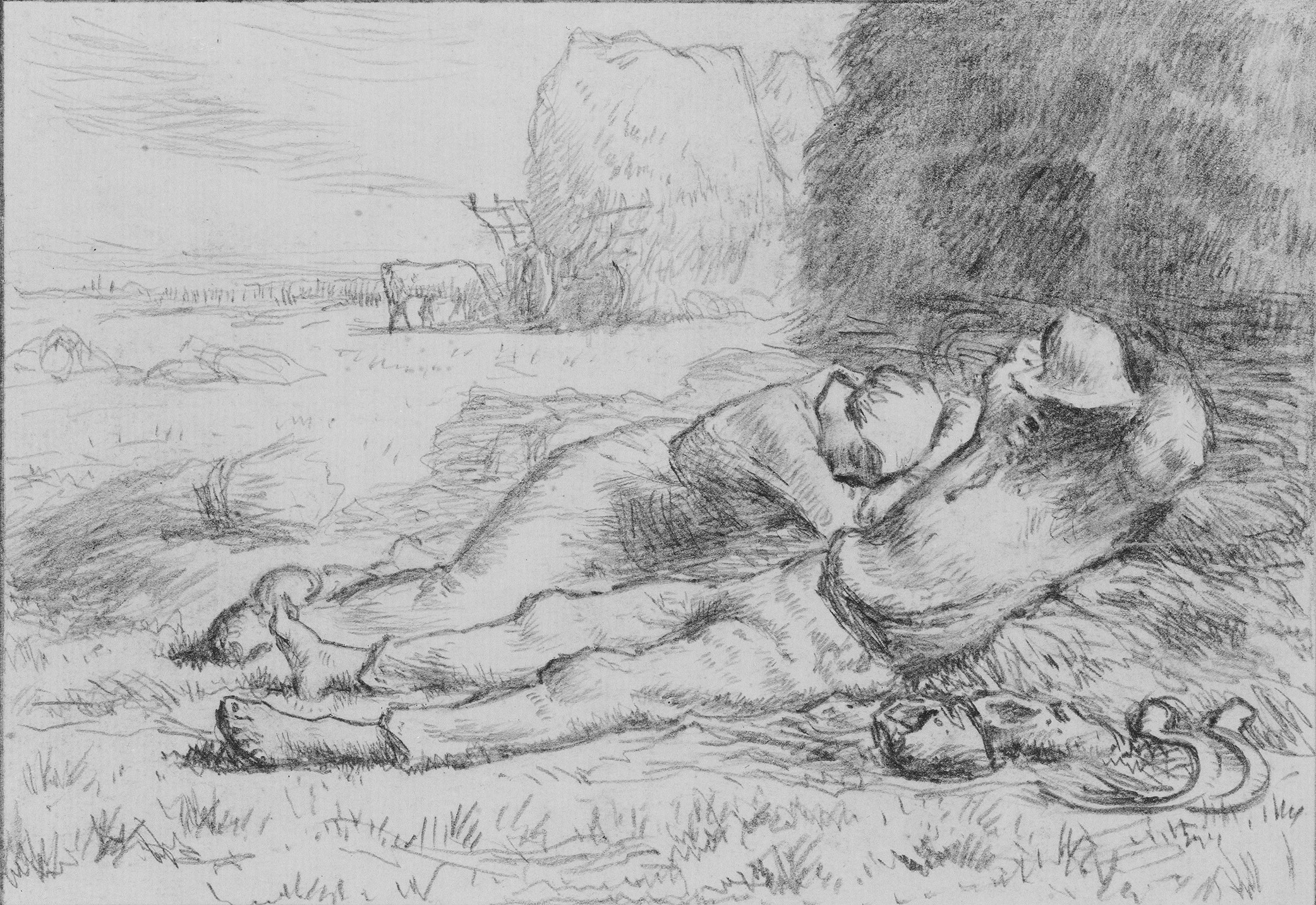
Sargen: Delelés, 1875
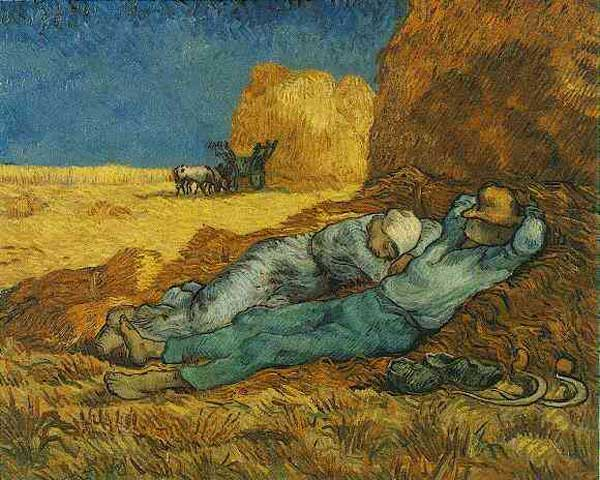
Vincent van Gogh: Delelés, 1890